# Nanjingmassakern

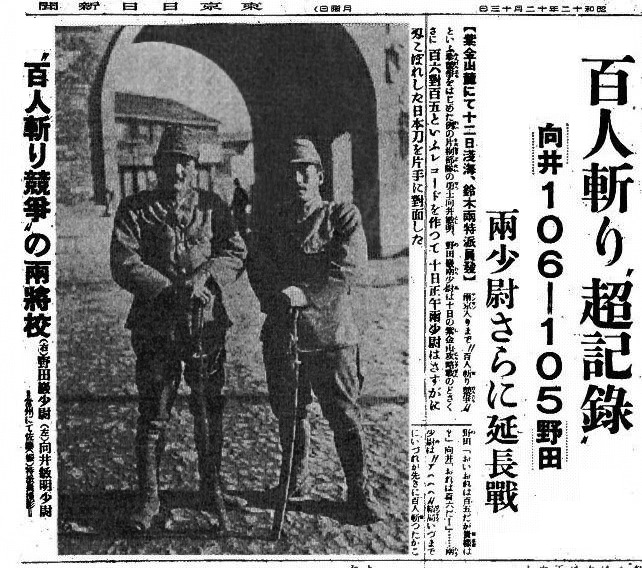
Två japanska underofficerare, Toshiaki Mukai och Tuyoshi Noda, beskrivs som tävlande om vem som först kan döda 100 kineser med svärd. Rubriken på den japanska tidningsartikeln från den 13 december 1937 lyder: "Hundrapersonershuggarrekord: Mukai 106 – Noda 105. De två underofficerarna förlänger kampen".

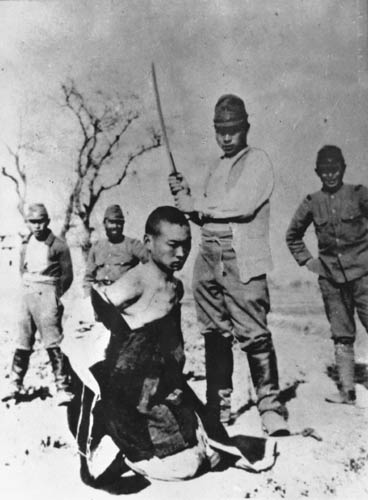
Japansk soldat på väg att halshugga en kinesisk krigsfånge.

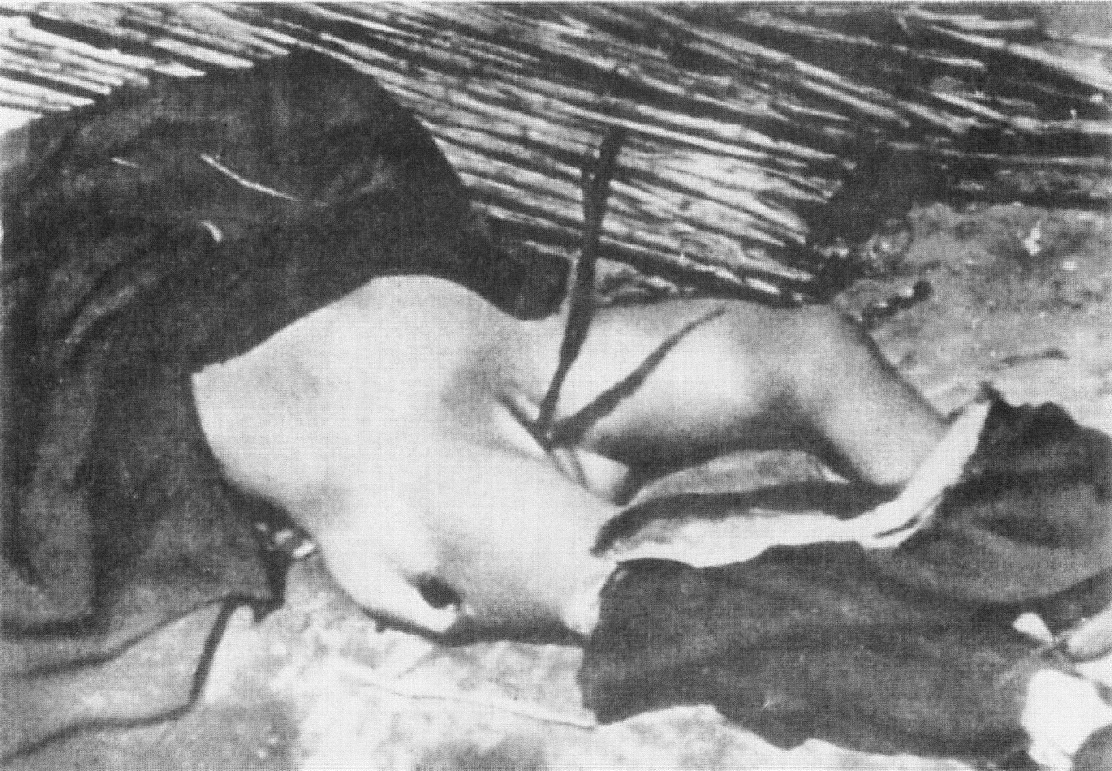
Foto taget i Xuzhou av en våldtagen och mördad kvinna.

Nanjingmassakern (kinesiska: 南京大屠杀, pinyin: Nánjīng Dàtúshā; japanska: 南京大虐殺, Nankin daigyakusatsu), även Nankingmassakern, ägde rum i och omkring Republiken Kinas huvudstad Nanjing (då transkriberad Nanking) sedan den fallit i japanernas händer den 13 december 1937, under andra kinesisk-japanska kriget. Japanska soldater mördade, våldtog och lemlästade hundratusentals kineser, mestadels civila.

## Upptakt
En dryg månad efter att Shanghai, genom en lång och för båda sidor blodig process, fallit för japanerna i mitten av november 1937 tågade dessa mot Kinas dåvarande huvudstad. Det regerande Nationalistpartiet under ledning av general Chiang Kai-shek hade efter Shanghais fall bedömt försvaret av Nanjing som ogenomförbart och dragit sig västerut med större delen av armén, till staden Chongqing i Sichuan som gjordes till temporär huvudstad. Efter att ha besegrat den armé som lämnats till Nanjings försvar den 13 december kunde japanerna inta själva staden utan att möta större väpnat motstånd.

## Massakern
Under de sex veckor som sedan följde, gjorde sig den japanska armén och de japanska soldaterna skyldiga till en lång rad krigsförbrytelser i och omkring Nanjing:
- Mord på civila (200 000–400 000)
- Våldtäkt av barn och kvinnor (30 000–80 000)
- Avrättning av krigsfångar
- Plundring
- Mordbrand

Mördandet bedrevs stundtals som sport, också inne på sjukhus, våldtäkter och gruppvåldtäkter genomfördes ofta offentligt, ibland tvingades familjemedlemmar till incest och även buddhistmunkar tvingades delta. Många kvinnor tvingades sedan följa den japanska armén som sexslavar, så kallade "tröstekvinnor". Räddningen och hjälten blev den tyske affärsmannen John Rabe som organiserade en säkerhetszon och räddade hundratusentals människoliv.

### Dödssiffran
Dödssiffrans storlek är omdiskuterad och bestäms i hög grad av vilka tidsmässiga och geografiska gränser man drar för massakern; olika avgränsningar ger förstås olika siffror. Vanligen inkluderar man de kranskommuner (xian) som låg under Nanjings administration och drar ett streck sex veckor efter japanernas intåg i Nanjing.
Siffrorna sträcker sig från vissa japanska påståenden om några hundra till det kinesiska påståendet med ett dödstal på 300 000 gällande civila och icke-stridande. De flesta forskare anser att siffrorna från 40 000 till 300 000 är en korrekt uppskattning. Den Internationella Militärtribunalen för Fjärran Östern gjorde uppskattningar vid ett senare tillfälle som visar att det totala antalet civila samt krigsfångar som mördades i Nanjing under de första 6 veckorna av ockupationen var upp till 200 000. Dessa siffror bekräftas även av begravningsföreningar och andra organisationer som vittnar om 155 000 begravda kroppar.

## Ansvar
Efter andra världskriget åtalades den japanske generalen Matsui Iwane i krigsförbrytartribunalen i Tokyo och dömdes till döden genom hängning som ansvarig för krigsförbrytelser och brott mot mänskligheten. Kritiker har dock ansett att ansvarsutkrävande för ett så omfattande brott som Nankingmassakern inte kan stanna vid en person (som dessutom inte själv var på plats i staden då mycket av massakern pågick, om än informerad och med befogenhet att avstyra mycket av det inträffade) utan borde ha inbegripit långt fler, både under och ovan Matsui Iwanes befäl.

## Massakern idag
Nanjingmassakern är alltjämt ett mycket känsligt ämne i kontakterna mellan Kina och Japan, och har liksom resten av mellankrigstiden och andra världskriget varit mycket nedtonad i den japanska primärutbildningen. Även om de flesta japaner idag är medvetna om och tror på att massakern faktiskt ägt rum finns det konservativa och nationalistiska krafter som verkar för att förpassa "händelsen" till historiens mörker, genom att exempelvis förneka omfattningen eller till och med förneka att den överhuvudtaget ägt rum och anklaga Kina för att hitta på det hela. Detta trots konkreta bevis i form av massgravar, filmupptagningar och foton, samt ögonvittnesskildringar från både japaner, kineser och utlänningar som bodde i staden.